# 江戸文化歴史検定
江戸文化歴史検定（えどぶんかれきしけんてい）とは、江戸時代の文化や歴史についての広範で高度な知識を「資格」として認定する検定試験。略して「えどけん」と呼ばれ、「江戸文化歴史検定協会」（江戸東京博物館や小学館などが設立）が実施していた。2020年の第15回をもって終了。
地域としての「江戸」に対するご当地検定ではない。入門者向けの3級と、難易度の高い2級、最難関の1級の試験が実施される。

## 検定目的
江戸時代に関する歴史や文化など広範囲で高度な知識をチェックする。

## 試験ランクと受験資格
- 1級 - 2級合格者
- 2級 - 制限無し
- 3級 - 制限無し

## 合格基準
- 1級 - 80点以上で合格。70点～79点の得点者を「準1級」と認定する。
- 2級 - 70点以上
- 3級 - 70点以上

## 試験時間
- 90分

## 出題形式
- 四肢択一マークシート式（1級は一部記述式）

## 出題数
- 100問

## 試験内容
江戸時代の文化・歴史を中心に様々なジャンルから出題される。
- 1級は「上級編」から50％出題と「今年のお題」から20％出題
- 2級は「初級編」から20％出題と「中級編」から50％出題「今年のお題」から20％出題
- 3級は公式テキスト「初級編」から70％出題と「今年のお題」から20％出題

## 合格者の特典
各級合格者には、認定証・認定バッジを発行。
各級により下記のような合格特典が設けられている（招待・割引・無料）。
- 江戸東京博物館
- 大江戸温泉物語
- 三井記念美術館
- 江戸ワンダーランド日光江戸村
- 浅草花やしき
- 時代屋神田小川町店
- ANAスカイホリデー｢感動案内人｣の応募資格取得
- 「江戸文化歴史検定協会」特別会員（タイアップ企画でのクイズ問題作成やツアーガイドなど検定関連企画への協力や参加）
- そば打ち体験